# هنري ووستير
هنري ت. ووستر، هو دبلوماسي أمريكي شغل منصب سفير الولايات المتحدة في الأردن من عام 2020 إلى عام 2023.

## التعليم والخدمة العسكرية
حصل هنري ووستر على البكالوريوس الآداب من كلية أمهيرست و درجة الماجستير في الآداب من جامعة ييل.  ثم خدم كضابط في احتياطي جيش الولايات المتحدة من عام 1985 إلى عام 2009. 

## المناصب والمهام الخارجية
ويعد هنري ووستر عضو مهني في السلك الدبلوماسي المؤسس من رتبة وزير مستشار. شغل عددا من المناصب الخارجية في السفارات والبعثات الدبلوماسية فشغل سابقًا منصب نائب رئيس البعثة في سفارة الولايات المتحدة في باريس. وايضا نائب رئيس البعثة ثم القائم بالأعمال في السفارة الأمريكية في عمان ، الأردن في الفترة من مارس 2017 إلى يوليو 2018.  كما شغل منصب المستشار السياسي في السفارة الأمريكية في إسلام أباد ، ومدير وحدة آسيا الوسطى في مجلس الأمن القومي ، ومستشار السياسة الخارجية للقائد العام لقيادة العمليات الخاصة المشتركة.
في بداية الحياة المهنية، عمل كنائب مساعد وزير الخارجية بالنيابة لإيران في مكتب وزارة الخارجية لشؤون الشرق الأدنى ومدير مكتب الشؤون الإيرانية في وزارة الخارجية. وكان آخر منصب شغله منصب نائب مساعد وزير الخارجية لشؤون المغرب العربي ومصر في مكتب شؤون الشرق الأدنى في وزارة الخارجية. 

## السفير الأمريكي فيالاردن
في 13 نوفمبر 2019 ، أعلن الرئيس ترامب عن نيته ترشيح هنري ووستر ليكون سفير الولايات المتحدة القادم في الأردن. في 19 نوفمبر 2019 ، تم إرسال ترشيحه إلى مجلس الشيوخ الأمريكي .  وفي 13 مايو 2020 ، عقدت جلسة استماع بشأن ترشيحه أمام لجنة العلاقات الخارجية بمجلس الشيوخ .  تم تأكيده في 6 أغسطس 2020 عن طريق التصويت الصوتي .  وصل إلى الأردن في 18 سبتمبر / أيلول 2020. 

## الحياة الشخصية
يتحدث ووستر الفرنسية والروسية ولديه معرفة عملية باللغات العربية والفارسية والسريانية / الآرامية. 